# La Chapelle-au-Mans

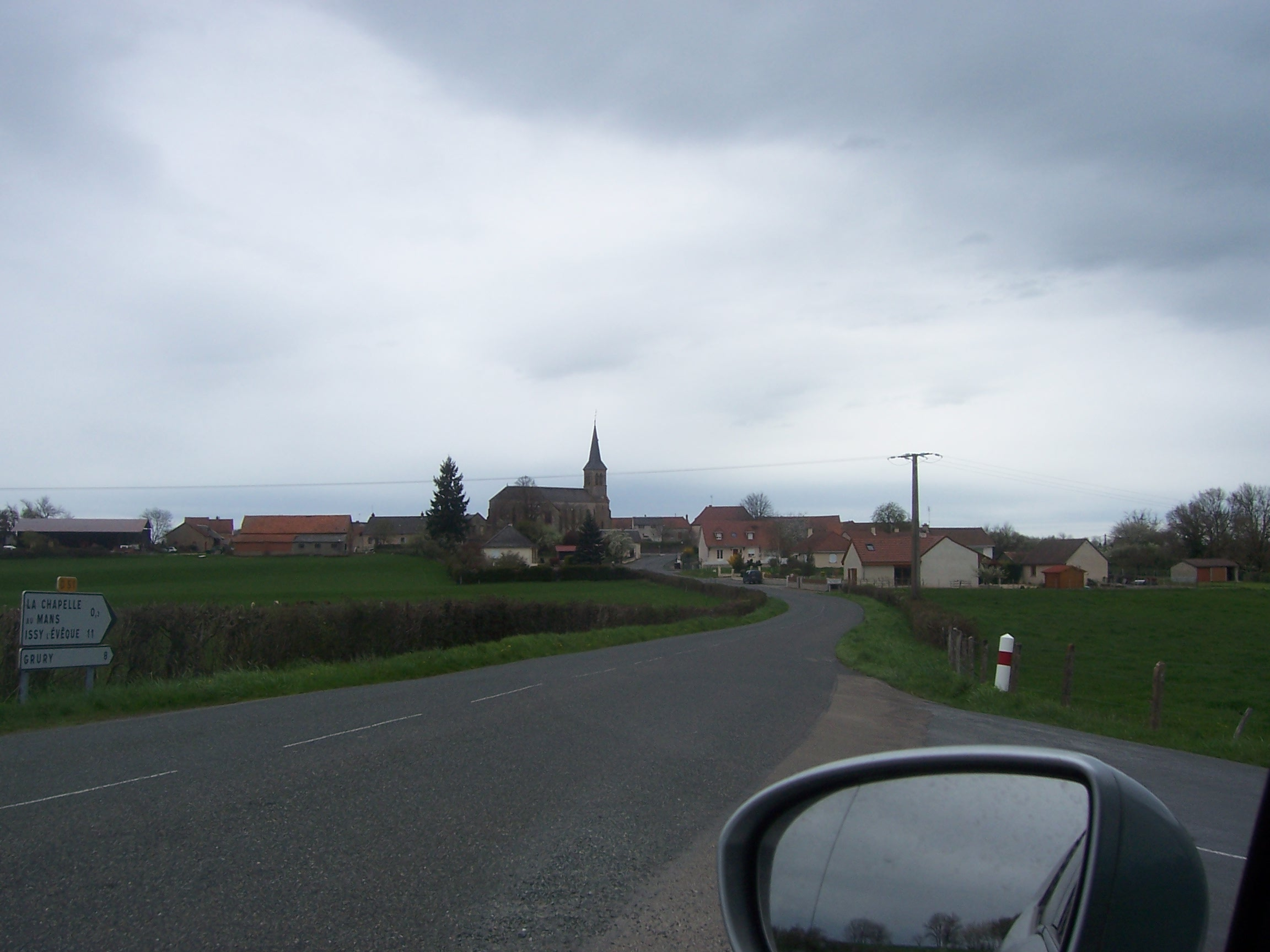
La Chapelle-au-Mans (2016)

La Chapelle-au-Mans ist eine französische Gemeinde mit 225 Einwohnern (Stand: 1. Januar 2022) im Département Saône-et-Loire in der Region Bourgogne-Franche-Comté. Sie gehört zum Arrondissement Charolles und zum Kanton Gueugnon. Die Einwohner werden Capellimansois genannt.

## Geographie
La Chapelle-au-Mans liegt etwa 60 Kilometer ostnordöstlich von Moulins. Nachbargemeinden von La Chapelle-au-Mans sind Grury im Norden und Nordwesten, Issy-l’Évêque im Norden und Nordosten, Uxeau im Osten und Nordosten, Vendenesse-sur-Arroux im Osten und Südosten, Gueugnon im Südosten, Curdin im Süden sowie Neuvy-Grandchamp im Westen und Südwesten.

## Bevölkerungsentwicklung
| Jahr                      | 1962 | 1968 | 1975 | 1982 | 1990 | 1999 | 2006 | 2011 | 2016 |
| Einwohner                 | 388  | 427  | 359  | 363  | 302  | 274  | 269  | 322  | 225  |
| Quelle: Cassini und INSEE |      |      |      |      |      |      |      |      |      |

## Sehenswürdigkeiten
- Kapelle Saint-Thibault
- Schloss Lucenier aus dem 14. Jahrhundert